# 사건 25시의 에피소드 목록 (1993년)
아래는 한국방송공사 KBS 1TV의  범죄 안전지대 프로그램으로 방송되었던 《사건 25시》 의 1993년 에피소드 목록을  나열한다.

## 에피소드 목록
- 5월 1일 : 《지한별 어린이 실종》[1]
- 5월 8일 : 《뺑소니 차량 공개수배》
- 5월 15일 : 《혀 잘린 아이들》
- 5월 22일 : 《CCTV에 잡힌 은행강도범》
- 5월 29일 : 《벼룩신문 강도》
- 6월 5일 : 《자동차 사고위장 자해공갈단》
- 6월 12일 : 《꽃뱀 한숙자》
- 6월 19일 : 《도박강도》
- 6월 26일 : 《공개추적 개구리소년 실종 853일》
- 7월 3일 : 《여중생 인신매매 사건》
- 7월 10일 : 《박보장기 사기사건》
- 7월 17일 : 《주차장 납치강도 사건》
- 7월 24일 : 《소매치기 강도사건》
- 7월 30일 : 《유가증권 상습사기사건》
- 8월 7일 : 《모자 살인사건 추적 7년》
- 8월 21일 : 《금고털이 강도사건》
- 8월 28일 : 《기업형 제비 우회장 사건, 회장님은 왕제비》
- 9월 4일 : 《통닭집 신혼부부 사건》
- 9월 11일 : 《마작빙자 사기사건 - 방 좀 빌립시다》
- 9월 18일 : 《중요살인 용의자 사건》
- 9월 25일 : 《미인계 공갈사건 - 꽃뱀 주식회사》
- 10월 9일 : 《마산병원장 살해기도사건》[2]
- 10월 16일 : 《금은방 부부 피살사건》
- 10월 23일 : 《해상 강제노역 인신매매사건》
- 10월 30일 : 《택시 강도사건》
- 11월 6일 : 《경찰관 사칭사건》
- 11월 13일 : 《주부대상 사기사건》
- 11월 20일 : 《긴급수배, 필로폰을 찾아라》
- 11월 27일 : 《속, 마작빙자 사기사건》
- 12월 4일 : 《이발소 연쇄 강도사건, 억울한 옥살이 1년》
- 12월 11일 : 《짓밟힌 농심, 벼도둑 쌀사기사건》
- 12월 18일 : 《이근안 공개수배》[3]